# Ganz nah bei Dir
Ganz nah bei Dir ist ein deutscher Film der Regisseurin Almut Getto aus dem Jahr 2009.

## Handlung
Der verschrobene Phillip lebt zurückgezogen in seiner eigenen kuriosen Welt. Tagsüber untersucht er im Keller der Zentralbank Geldscheine auf ihre Echtheit. Die Abende verbringt er an der Bar einer lokalen Kleinkunstbühne und sieht sich dort in seinem Werturteil bestätigt: Die Menschen sind völlig durch den Wind!
Als die blinde Cellistin Lina gegen seinen Tisch und in sein Leben stolpert, gerät Phillips Welt jedoch ins Wanken. Unerwartet findet er Gefallen an der jungen Musikerin, die sich ihm trotz ihres Handicaps furchtlos und aufgeweckt entgegenstellt.
Angenehm irritiert kehrt er nach Hause zurück und wird dort endgültig aus seinem geordneten Alltag gerissen: Seine Wohnung wurde komplett ausgeräumt – exklusive seiner Bügelmaschine, aber inklusive seiner Schildkröte Paul. So kommt es, dass Phillip sich dem Leben nicht länger verweigern kann.

## Auszeichnungen
- 2009: Publikumspreis Max-Ophüls-Preis:
- 2009: Förderpreis der DEFA-Stiftung, FilmKunstFest, Schwerin
- 2009: Cinestar FilmKunstFest Schwerin
- 2009: Sonderpreis Filmfest Emden
- 2009: Publikumspreis Univerciné Nantes
- 2009: Nominierung Golden Goblet Award Internationales Filmfestival Shanghai
- 2010: Preis der Jury und Preis der Jungen Jury Festival Augenblick en Alsac
- 2011: Publikumspreis Deutscher Hörfilmpreis:
- 2011: Deutscher Hörfilmpreis (Preis der Jury)

## Kritiken
„Charmante, von zwei überzeugenden Hauptdarstellern getragene Komödie, die die trivialen Fallstricke des populären Sujets weitgehend umschifft. Stille Momente, in denen die Protagonisten ihre Einsamkeit und ihre Suche nach Identität und Lebenssinn offen legen, verleihen der amüsanten Liebesgeschichte Substanz und Glaubwürdigkeit.“

„„Ganz nah bei dir“ (…) erzählt vom schwierigen Annäherungsprozess eines jungen Zwangsneurotikers und einer blinden Cellistin. Was sich ein wenig angestrengt originell lesen mag, wird auf der Leinwand dank des fein temperierten Schauspiels von Bastian Trost, einfallsreicher Bildgestaltung und einer äußerst liebevollen Ausstattung zum Lichtblick in der deutschen Komödienlandschaft.“

„Schon in ihrem Erstlingswerk Fickende Fische (2002) über eine zarte Jugendliebe überzeugte die Regisseurin mit konsequenter Motivik und eigenständiger Bildsprache. In ihrem neuen Film entwickelt sich Almut Getto ästhetisch noch weiter, setzt die Einzigartigkeit der konträren Welten, in denen ihre Figuren leben, gekonnt visuell um.“

„Ein Film von Almut Getto […], an dem absolut nichts stimmt: Die Typen sind nicht von dieser Welt, die Geschichte absurd, die Situationen unglaubwürdig. Was als Komödie gedacht war, ist bestenfalls unfreiwillig komisch. So wundert man sich etwa, wenn eine Blinde ihre Wohnung mit haufenweise bunten Lichtquellen ausgestattet hat. Oder dort zu ihrem Cello greift, das sie kurz zuvor noch in das Auto eines Mitmusikers verfrachtet hat und dieser noch gar nicht gebracht hat. Leider geht das Ganze dann genauso weiter. Ein Ärgernis auf ganzer Linie!“

## Veröffentlichung
- Uraufführung Filmfestival Max Ophüls Preis: 29. Januar 2009
- Kinostart in Deutschland: 12. November 2009
- Verkauf ab 3. September 2010
- Verleih ab 26. August 2010